# Daniel Elena
Daniel Elena (Monaco, 1972. október 26. –) monacói rali-navigátor. 2021-ig Sébastien Loeb navigátora volt, akivel közösen kilenc alkalommal nyerte meg a rali-világbajnokságot.

## Pályafutása
1997-ben, Hervé Bernard társaként kezdett rali-versenyeken navigálni. Később Sébastien Loebbel versenyzett, akivel 2001-ben megnyerték az FIA 1600 köbcentiméteres autók számára kiírt bajnokságát egy Citroën Saxo-val. 2002-ben már WRC-vel versenyeztek és a Német ralin megszerezték pályafutásuk első világbajnoki győzelmét. A szezonban végül a tizedik helyen zártak. A 2003-as szezonban a Petter Solberg - Phil Mills párossal voltak versenyben a bajnoki címért, végül egy pont hátrányban zárva a szezont lettek másodikak. 2004 és 2012 között összesen kilenc alkalommal nyerték meg a világbajnokságot.
Hetvenhat győzelmével és kilenc világbajnoki címével Daniel Elena a legsikeresebb navigátornak számít a világbajnokság történelmében.
2021 márciusában szétvált a Loeb–Elena rali egység.